# Роквелл, Норман
Норман Роквелл (англ. Norman Percevel Rockwell; 3 февраля 1894, Нью-Йорк, штат Нью-Йорк — 8 ноября 1978, Стокбридж, штат Массачусетс) — американский художник и иллюстратор. Его работы пользуются популярностью в Соединённых Штатах, на протяжении четырёх десятилетий он иллюстрировал обложки журнала The Saturday Evening Post (321 обложку).

## Биография

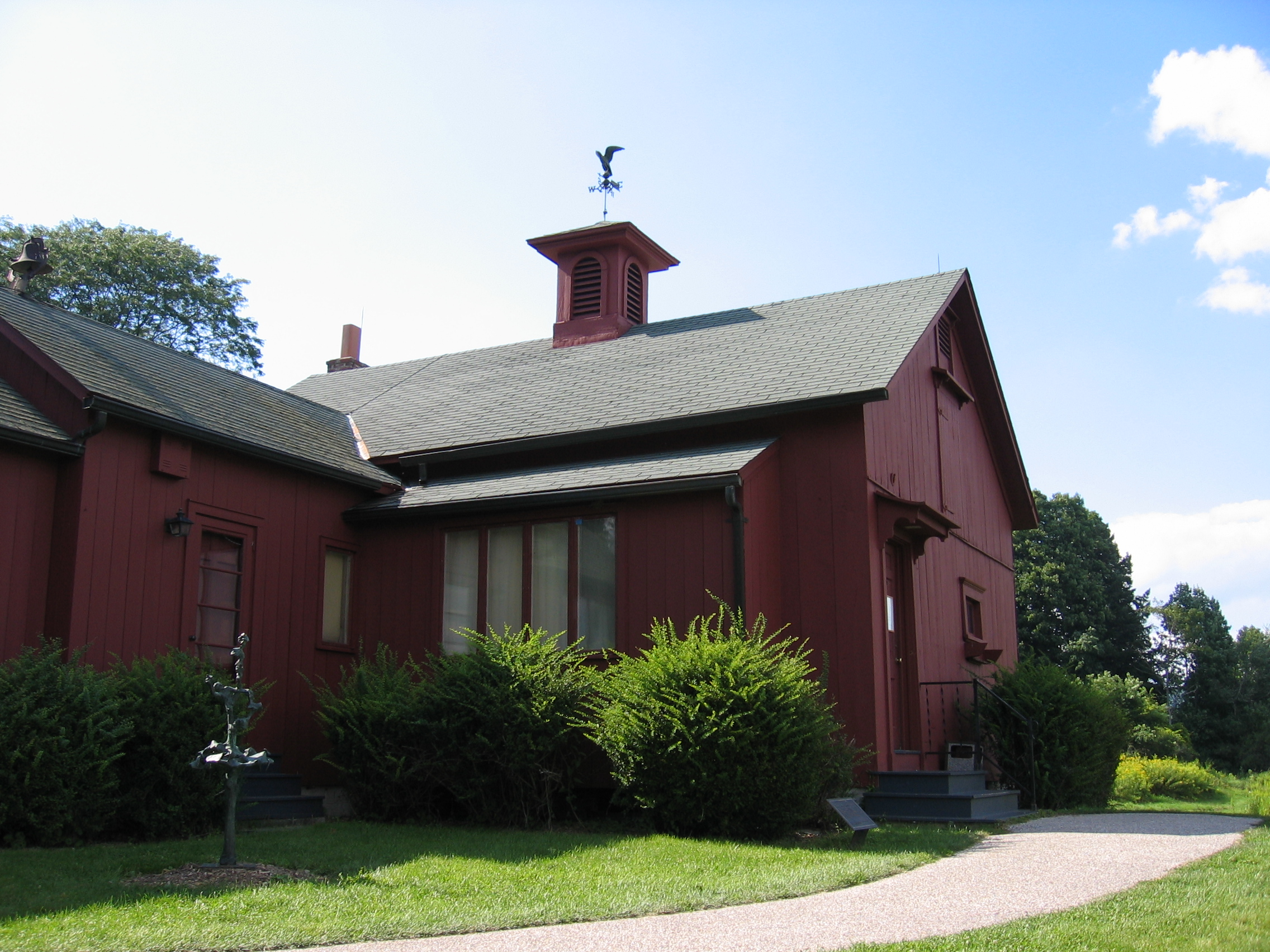
Студия Нормана Роквелла в Стокбридже.

Норман Роквелл родился в 1894 году в Нью-Йорке, в 14 лет поступил в основанную Уильямом Чейзом Нью-Йоркскую школу искусств, а через два года перешёл в Национальную академию дизайна. Очень скоро он перевёлся в творческую группу Art Students League of New York, где учился у Томаса Фогарти и Джорджа Бриджмана. Наставления Фогарти в области иллюстрирования подготовили Роквелла к его первому коммерческому заказу. У Бриджмана он научился техническим приёмам, на которые полагался всю свою долгую карьеру.
Успех к Роквеллу пришёл рано. Свой первый заказ, четыре рождественские открытки, он выполнил в пятнадцатилетнем возрасте. Будучи ещё подростком, он был нанят ведущим художником в Boys’ Life, официальное издание бойскаутов Америки. Примерно в этот же период Роквелл начал успешную карьеру свободного художника, постоянно получая множество заказов на иллюстрации для молодёжных журналов.
Когда Роквеллу исполнился 21 год, он организовал собственную студию. Очень быстро ему стали заказывать работы такие издания, как Life, Literary Digest и другие. Спустя примерно год Роквелл создал свою первую журнальную обложку для издания The Saturday Evening Post. Иллюстратор всегда высоко ценил этот журнал, отзываясь о нём как о самом точном зеркале американской жизни.
Период тридцатых-сороковых годов оказался самым плодотворным в карьере иллюстратора. Вместе с женой и тремя сыновьями Роквелл перебрался из Нью-Йорка в небольшой городок Арлингтон в штате Вермонт. Смена места проживания сказалась и на работах Роквелла: он стал уделять больше внимания изображению американской жизни в небольших городках. В 1943 году, вдохновлённый выступлением президента Франклина Рузвельта в Конгрессе, Роквелл создал свою знаменитую серию картин «Американские свободы» («Four Freedoms»). В распространившейся в США атмосфере приверженности демократическим ценностям эти работы, принёсшие Роквеллу ещё большую известность, объездили с выставками всю страну, а полученные от выставок средства (130 млн долл.) пошли на военные нужды. В том же году у Роквелла случилось большое несчастье: его студия в Арлингтоне была полностью уничтожена пожаром, вместе с нею погибло большое количество его работ. Ряд известных картин в начале пятидесятых годов художник выполнил, используя как натурщицу Мэри Уэллен.
В 1953 году Роквелл вместе с семьёй переехал в Стокбридж, штат Массачусетс, где продолжал неустанно работать, создавая многочисленные иллюстрации, постеры, рекламные работы и многое другое. В 1960 году, благодаря долгой и упорной работе, в которой Роквеллу помогал его сын Томас, художник опубликовал автобиографическую книгу под названием «My Adventures as an Illustrator». Обложку книги украсила одна из наиболее известных работ Роквелла — тройной автопортрет, изображающий его за работой.
В 1963 году Роквелл прекратил сотрудничать с The Saturday Evening Post и начал рисовать для журнала Look. В течение 10-летнего сотрудничества с этим изданием Роквелл создал множество иллюстраций, отражавших его собственные интересы и мировоззрение. Он иллюстрировал материалы, посвященные гражданскому праву, борьбе с нищетой и исследованиям космоса.
В начале семидесятых Роквелл доверил свои работы историческому обществу Old Corner House Stockbridge, которое впоследствии стало музеем (см. Музей Нормана Роквелла), названным его именем. А в 1970 году художник удостоился почётнейшей награды: президентской медали Свободы (Presidential Medal of Freedom) за свои яркие и характерные изображения американской жизни.
Его картина «Застольная молитва» (англ. Saying Grace) была продана на аукционе Сотбис за 46 миллионов долларов 4 декабря 2013 года в Нью-Йорке и стала самым дорогим произведением американского реалистического искусства, когда-либо проданным на торгах.

## Наиболее известные картины Роквелла
- Scout at Ship’s Wheel (1913)
- Santa and Scouts in Snow (1913)
- Boy and Baby Carriage (1916)

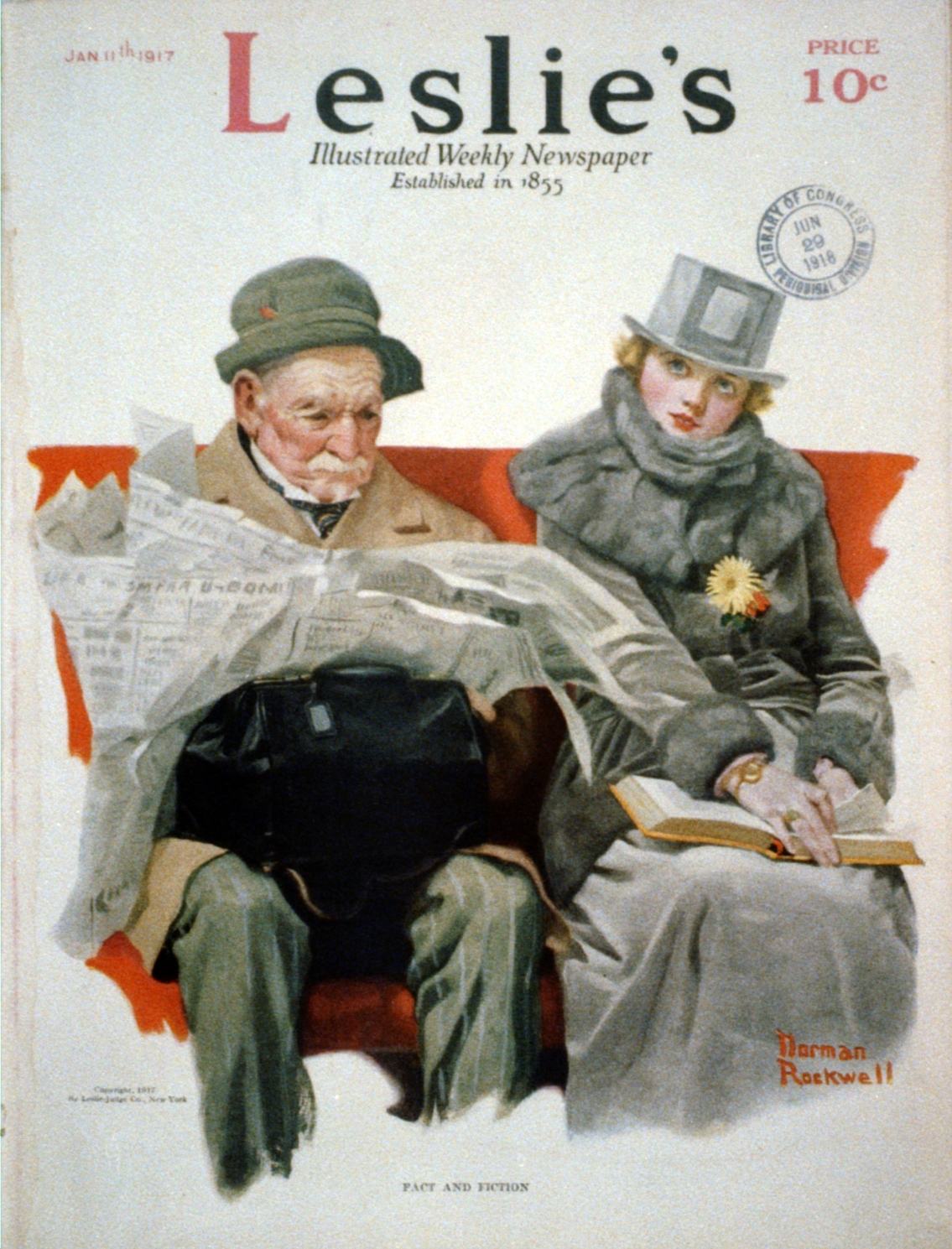
«Fact & Fiction» (1917)

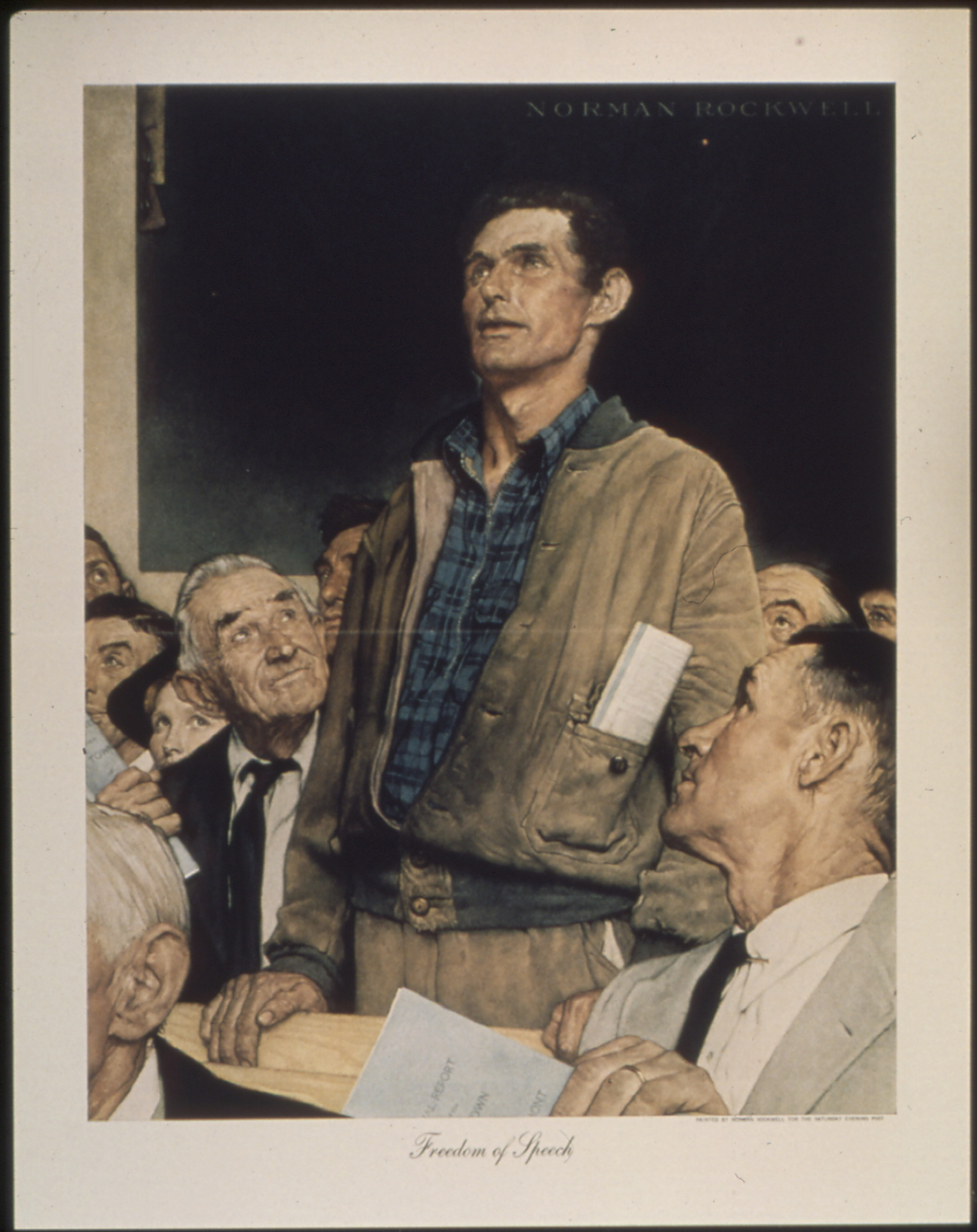
«Свобода слова» (1943)

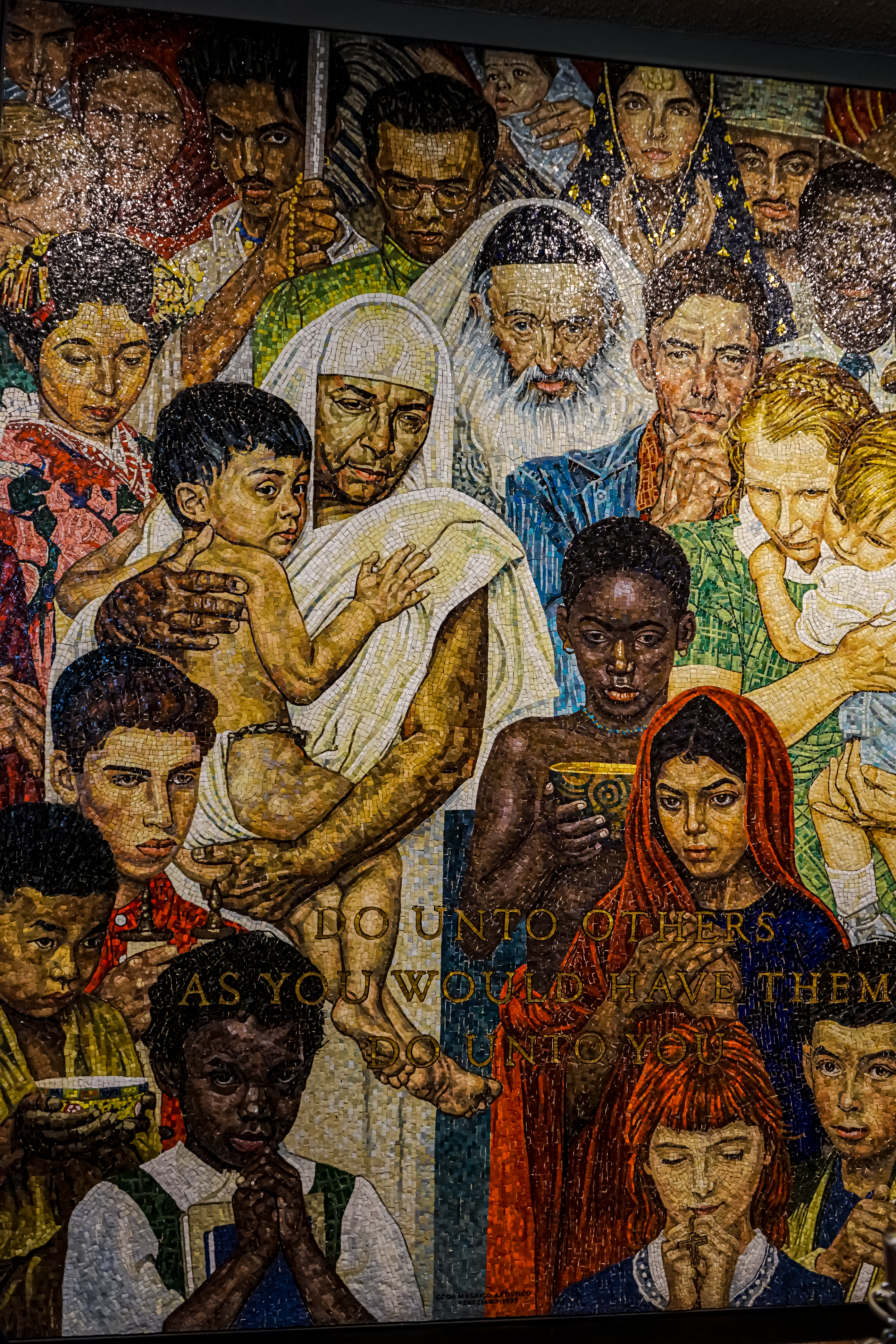
Мозаика в здании штаб-квартиры ООН по иллюстрации 1961 года («И как хотите, чтобы с вами поступали люди, так и вы поступайте с ними»)

- Circus Barker and Strongman (1916)
- Gramps at the Plate (1916)
- Redhead Loves Hatty Perkins (1916)
- People in a Theatre Balcony (1916)
- Cousin Reginald Goes to the Country (1917)
- Санта-Клаус и книга расходов (англ. Santa and expense book) (1920)
- Mother Tucking Children into Bed (1921)
- Купаться запрещено (англ. No swimming) (1921)
- Песня о любви (англ. The Love Song) (1926)
- Американские Свободы (англ. The Four Freedoms) (1943)
  - Свобода слова (англ. Freedom of Speech) (1943)
  - Свобода вероисповедания (англ. Freedom to Worship) (1943)
  - Свобода от нужды (англ. Freedom from Want) (1943)
  - Свобода от страха (англ. Freedom from Fear) (1943)
- Клепальщица Рози (англ. Rosie the Riveter) (1943)
- Going and Coming (1947)
- Bottom of the Sixth (1949)
- Застольная молитва (англ. Saying Grace) (1951)
- Girl at Mirror (1954)
- Разрывая семейные узы (англ. Breaking Home Ties) (1954)
- Разрешение на брак (англ. The Marriage License) (1955)
- The Scoutmaster (1956)
- Triple Self-Portrait (1960)
- Golden Rule (1961)
- Проблема, с которой все мы живём (англ. The Problem We All Live With) (1964)
- New Kids in the Neighborhood (1967)
- The Rookie
- Judy Garland (1969)
- Русские школьники (англ. The Russian Schoolroom) (1967)

## Интересные факты
- Певица Лана Дель Рей назвала свой шестой студийный альбом в честь Нормана Роквелла, использовав в названии нецензурное слово.